# Knut Müller (Fotograf)
Knut Müller, auch Knut Mueller (* 31. Januar 1952 in Halle (Saale)), ist ein deutscher Fotograf, Fotodesigner und Fotojournalist. Das Thema Krieg ist seit 1989 ein zentraler Gegenstand seiner Arbeit.

## Leben
Knut Müller ist ein Sohn des Architekten und Bauingenieurs Herbert Müller. Er studierte von 1970 bis 1975 an der Hochschule für Kunst und Design Burg Giebichenstein in Halle. 1978 wurde er Mitglied in der Fachgruppe Fotografie im Verein Bildender Künstler der DDR.
1986 wurde sein Ausreiseantrag bewilligt und Müller arbeitete als freiberuflicher Fotoreporter in Hamburg. 1988 wurde er Mitbegründer der Fotografengruppe MAGMA in Hamburg. Seit 1989 ist er als Kriegsfotograf in den Krisengebieten von Albanien, Kroatien, Bosnien, Irak, Somalia, Tschetschenien und Afghanistan tätig. Seine Fotos sind unter anderem im Spiegel, Merian, Focus, Geo, Stern, Max, Le Figaro, Sunday Times Magazine und Los Angeles Times erschienen, sowie bei zahlreichen Ausstellungen zu sehen.
Müller wohnt seit 2004 in Hamburg und Halle (Saale). Seit 2005 ist er Vorstandsmitglied in der Vereinigung Hallescher Künstler.

## Ausstellungen (Auswahl)
- 1983: IX. Kunstausstellung der DDR in Dresden
- 2000: Staatstheater in Prishtina / Kosovo
- 2003: Galerie Marktschlößchen in Halle
- 2003: Zeitkunstgalerie in Leipzig
- 2003: Kunsthalle Villa Kobe in Halle (Saale)
- 2004: Galerie Levy in Hamburg
- 2005: Kulturstadthaus in Halle
- 2005: Stiftung Leucorea in Wittenberg
- 2007: Kunsthalle Villa Kobe in Halle (Saale)[1]
- 2007–2008: Industrie- und Filmmuseum Wolfen.[5]
- 2011: Sprachraum Reformation, Wittenberg.[6]
- 2014: Vom Gummibaumblatt zum Weltniveau: HP-Schalenbauweise in Halle-Neustadt als Vorreiter der Ost-Moderne im Stadtmuseum Halle.[7]
- 2017: Willi Sitte Galerie Merseburg[8]

Quellennachweise: 

## Fotoprojekte
- saint & mystical, seit 1999
- warheads, seit 2001
- war & crises, seit 2003
- armoured nudes, seit 2003
- Mezzogiorno, seit 2005

## Schriften
- Afghanischer Traum. Ein Kriegsreporter erzählt. Prospero Verlag, Münster 2011, ISBN 978-3-941688-18-6.
- Vom Gummibaumblatt zum „Weltniveau“. HP-Schalenbauweise in Halle-Neustadt als Vorreiter der Ost-Moderne. In: Peer Pasternack (Hrsg.): 50 Jahre Streitfall Halle-Neustadt. Idee und Experiment. Lebensort und Provokation. Mitteldeutscher Verlag, Halle (Saale) 2014, ISBN 978-3-95462-287-0, S. 170–173.
- Die Wahrheit fiel zuerst. Erlebnisse als Kriegsreporter 1989–2007. Mitteldeutscher Verlag, Halle (Saale) 2023, ISBN 978-3-96311-775-6